# The Inner Sanctum (album de Saxon)
Albums de Saxon
Lionheart
(2004) Into the Labyrinth
(2009)
The Inner Sanctum est le 17e album studio du groupe de heavy metal anglais Saxon, sorti le 5 mars 2007.

## The Inner Sanctum
Musique de Saxon, Paroles de Biff Byford
| No  | Titre                            | Auteur | Durée |
| --- | -------------------------------- | ------ | ----- |
| 1.  | State of Grace                   |        | 5:37  |
| 2.  | Need For Speed                   |        | 3:08  |
| 3.  | Let Me Feel Your Power           |        | 3:29  |
| 4.  | Red Star Falling                 |        | 6:16  |
| 5.  | I've Got to Rock (To Stay Alive) |        | 4:40  |
| 6.  | If I Was You (version album)     |        | 3:27  |
| 7.  | Going Nowhere Fast               |        | 4:15  |
| 8.  | Ashes to Ashes                   |        | 4:52  |
| 9.  | Empire Rising                    |        | 0:41  |
| 10. | Atila the Hun                    |        | 8:09  |

## Les musiciens
- Biff Byford (chant)
- Paul Quinn (guitares)
- Doug Scarratt (guitares)
- Nibbs Carter (basse)
- Nigel Glockler (batterie, claviers)[1]
- Rolf Koehler et Olaf Senkbeil (chœurs de Ashes to Ashes)

## Crédits
- Produit et réalisé par Charlie Bauerfeind
- Producteur exécutif : Biff Byford
- Enregistré et mixé au GEMS Studio (Boston Linc's England)
- Pochette : Kai Swillus, Paul Raymond Gregory/Studio 54, Nikolay S. Simkin (Artwork), Sam Scott Hunter (photos)